# テイムラズ1世 (ムフラニ公)
ムフラニ公テイムラズ1世（グルジア語: თეიმურაზ I მუხრანბატონი、グルジア語ラテン翻字: Teimuraz I Mukhranbatoni、1572年7月16日 – 1625年7月1日）は、カルトリ王国バグラティオニ王家の傍系であるムフラニ家の貴族（タヴァディ）。1580年に父ヴァフタングからムフラニのバトニ（公）の地位を継いだ。内カルトリ軍管区の職権上の司令官であり、カルトリ王国の摂政も務めた。サファヴィー朝イランとの戦争において、マラブダの戦いで戦死した。

## 生い立ち
テイムラズはムフラニ公ヴァフタング1世とその妻ホラムゼの長男として誕生。弟にカイホスロとバグラトがいた。歴史家キリル・トゥマノフの研究によると、テイムラズとバグラトは同一人物であり、バグラトはムフラニ公の地位に就いた際に名乗った名前とされる。
1580年に父ヴァフタングが死去すると、テイムラズはムフラニ公を継承した。当時のテイムラズは幼かったため、テイムラズの叔父エレクレ1世が摂政を務めた。この時期、カルトリ王国はイスラム王朝間で対立していたオスマン帝国とサファヴィー朝イランの戦場となっていた。1582年、ムフラニの地が大規模な衝突の場となり、カルトリ王シモン1世は侵入してきたオスマン軍を破った。

## 戦争と死
1609年、テイムラズはタシスカリの戦いに直接立ち会った。この戦いではギオルギ・サアカゼがカルトリ王国の軍を指揮し、オスマン帝国と同盟を組んでいたクリミア・タタール軍を全滅させ、カルトリの若き王ルアルサブ2世を救い出した。
1623年、サファヴィー朝の傀儡に不満を抱いたカルトリの貴族たちは、ムフラニ公テイムラズをカルトリ王国の摂政に選出した。1625年、テイムラズはギオルギ・サアカゼとともに、サファヴィー朝の覇権に対する反乱に加わった。アッバース1世は6万人の大規模な懲罰軍を送り、1625年7月1日にマラブダでカルトリとカヘティの連合軍2万人と衝突した（マラブダの戦い）。18世紀の歴史学者ヴァフシティ・バグラティオニによると、テイムラズはこの戦いで勇敢に戦い、戦死したと記述している。戦いは人数と装備の面で有利なサファヴィー朝が圧倒し、カルトリ＝カヘティ連合軍は丸一日の戦いの末に敗北した。ムフラニ公の地位は弟カイホスロに引き継がれた。

## 結婚と子女
テイムラズ1世は1624年にアラグヴィ公ヌグザルの娘アナと結婚し、子供7人をもうけた。
- ヴァフタング5世 - カルトリ王ロストム（グルジア語版）の養子
- コンスタンティネ1世 - ムフラニ公
- アルチル
- エレクレ
- ダヴィト
- ルアルサブ
- ダレジャン - バラタシヴィリ（グルジア語版）家のカイホスロ公と結婚[5]